# Shen
Shen är ett vanligt kinesiskt efternamn, som skrivs traditionellt 沈, förenklat 沈, pinyin Shěn.  	 	
Den 31 december 2014 var 171 personer med efternamnet Shen bosatta i Sverige.

## Personer med efternamnet Shen
Personer utan angiven nationalitet är från Kina

### Män
- Shen Congwen (1902–1988), författare
- Shen Fu (1763–mellan 1810 och 1825), självbiografisk författare
- Shen Jian (född 1975), gymnast
- Shen Kuo (1031–1095), universalgeni
- Shen Zhou (1427–1509), målare, kalligraf och poet

### Kvinnor
- Shen Cheng (1789 –1833), kejsarinna
- Shen Rong (född 1936), författare
- Shen Xue (född 1978), konståkare